# Епархия Нанси

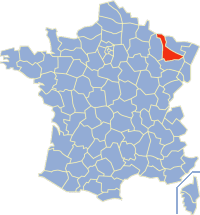
Расположение епархии Нанси

Епархия Нанси (лат. Dioecesis Nanceiensis) — епархия Римско-Католической церкви с центром в городе Нанси, Франция. Епархия Нанси распространяет свою юрисдикцию на территорию департамента Мёрт и Мозель. Епархия Нанси входит в митрополию Безансона. Кафедральным собором епархии Нанси является Собор Благовещения Пресвятой Богородицы. В городе Туль находится сокафедральный собор святого Стефана.
Епископ Нанси носит почётный титул примас Лотарингии.

## История
19 ноября 1777 года Римский папа Пий VI издал буллу Ad universam agri, которой учредил епархию Нанси, выделив её из упразднённой епархии Туля. В этот же день епархия Нанси вошла в митрополию Трира.
29 ноября 1801 года после подписания конкордата между Святым Престолом и Францией епархия Нанси вошла в митрополию Безансона и к ней были присоединены территории упразднённых епархий Сен-Дьё и Вердена.
20 февраля 1824 года епископы Нанси получили прибавлять к своему титулу название города Туля.
16 марта 1865 года Римский папа Пий IX предоставил право епископам Нанси носить элемент литургической одежды рационал.
10 июля 1874 года после Франко-прусской войны епархия Нанси потеряла территорию районов Шато-Салена и Сарребурга, которые были присоединены к Пруссии и переданы епархии Меца.

## Ординарии епархии
- епископ Луи-Аполинер де Ла Тур дю Пен-Монтобан (15.12.1777 — 15.07.1783);
- епископ Франсуа де Фонтанж (18.07.1783 — 15.12.1787);
- епископ Анн-Луи-Анри де Ла Фар (17 декабря 1787 — 1 октября 1817)[1] — назначен архиепископом Санса;
- епископ Антуан-Эсташ д’Осмонд (9.04.1802 — 27.09.1823);
- епископ Шарль-Огюст-Мари-Жозеф Форбен-Жансон (21.11.1823 — 12.07.1844);
- епископ Алексис-Базиль-Александр Манжо (11.07.1844 — 30.07.1859) — назначен архиепископом Буржа;
- епископ Жорж Дарбуа (16.08.1859 — 10.01.1863) — назначен архиепископом Парижа;
- епископ Шарль-Марсьяль-Аллеман Лавижери (5.03.1863 — 12.01.1867) — назначен архиепископом Алжира;
- епископ Жозеф-Альфред Фулон (12.01.1867 — 22.03.1882) — назначен архиепископом Безансона;
- епископ Шарль-Франсуа Тюрина (23.03.1882 — 19.10.1918);
- епископ Шарль-Жозеф-Эжен Рюш (20.10.1918 — 23.04.1919) — назначен епископом Страсбурга;
- епископ Ипполит-Мари де Ла Сель (18.12.1919 — 27.08.1930);
- епископ Этьен-Жозеф Юро (23.12.1930 — 7.04.1934);
- епископ Марсель Флёри (24.12.1934 0 16.08.1949);
- епископ Марк-Арман Лалье (26.09.1949 — 28.09.1956) — назначен архиепископом Марселя;
- епископ Эмиль-Шарль-Раймон Пиролле (26.01.1957 — 29.06.1971);
- епископ Жан Альбер Мари Огюст Бернар (7.01.1972 — 30.11.1991);
- епископ Жан-Поль Морис Жеже (30.11.1991 — 12.08.1998) — назначен епископом Арраса;
- епископ Жан-Луи Анри Морис Папен (с 3.09.1999).

## Источник
- Annuario Pontificio, Libreria Editrice Vaticana, Città del Vaticano, 2003, ISBN 88-209-7422-3
- Булла Ad universam agri, Bullarii romani continuatio, Tomo VI, Parte I, Prato 1843, стр. 443—464 (лат.)
- Булла Qui Christi Domini, Bullarii romani continuatio, Tomo XI, Romae 1845, стр. 245—249 (лат.)